# Olympische Winterspiele 2014/Bob
Bei den XXII. Olympischen Winterspielen in Sotschi fanden drei Wettbewerbe im Bobfahren statt. Austragungsort war das Sliding Center Sanki in Krasnaja Poljana.

## Bilanz

### Medaillenspiegel
| Platz | Land                   | Gold | Silber | Bronze | Gesamt |
| ----- | ---------------------- | ---- | ------ | ------ | ------ |
| 1     | Lettland               | 1    | –      | 1      | 2      |
| 2     | Kanada                 | 1    | –      | –      | 1      |
| 2     | Schweiz                | 1    | –      | –      | 1      |
| 4     | Vereinigte Staaten     | –    | 3      | 1      | 4      |
| 5     | Vereinigtes Königreich | –    | –      | 1      | 1      |

### Medaillengewinner
| Konkurrenz       | Gold                                                                | Silber                                                              | Bronze                                                 |
| ---------------- | ------------------------------------------------------------------- | ------------------------------------------------------------------- | ------------------------------------------------------ |
| Zweierbob Männer | Beat Hefti, Alexander Baumann                                       | Steven Holcomb, Steven Langton                                      | Oskars Melbārdis, Daumants Dreiškens                   |
| Viererbob Männer | Oskars Melbārdis, Arvis Vilkaste, Daumants Dreiškens, Jānis Strenga | Steven Holcomb, Steven Langton, Christopher Fogt, Curtis Tomasevicz | John Jackson, Bruce Tasker, Stuart Benson, Joel Fearon |
| Zweierbob Frauen | Kaillie Humphries, Heather Moyse                                    | Elana Meyers, Lauryn Williams                                       | Jamie Greubel, Aja Evans                               |

## Ergebnisse Männer
(alle Laufzeiten in Sekunden, Gesamtzeiten in Minuten)

### Zweierbob
| Platz | Land | Sportler                                           | 1. Lauf | 2. Lauf | 3. Lauf | 4. Lauf | Gesamt  |
| ----- | ---- | -------------------------------------------------- | ------- | ------- | ------- | ------- | ------- |
| 1     | SUI  | Schweiz 1: Beat Hefti, Alex Baumann                | 56,46   | 56,68   | 56,26   | 56,65   | 3:46,05 |
| 2     | USA  | USA 1: Steven Holcomb, Steven Langton              | 56,34   | 56,84   | 56,41   | 56,68   | 3:46,27 |
| 3     | LAT  | Lettland 1: Oskars Melbārdis, Daumants Dreiškens   | 56,62   | 56,68   | 56,43   | 56,75   | 3:46,48 |
| 4     | CAN  | Kanada 3: Justin Kripps, Bryan Barnett             | 56,56   | 56,70   | 56,42   | 56,94   | 3:46,62 |
| 5     | CAN  | Kanada 2: Chris Spring, Jesse Lumsden              | 56,66   | 56,77   | 56,62   | 56,74   | 3:46,79 |
| 6     | GER  | Deutschland 1: Francesco Friedrich, Jannis Bäcker  | 56,50   | 56,88   | 56,63   | 56,84   | 3:46,85 |
| 7     | CAN  | Kanada 1: Lyndon Rush, Lascelles Brown             | 56,61   | 56,87   | 56,64   | 56,76   | 3:46,88 |
| 8     | SUI  | Schweiz 2: Rico Peter, Jürg Egger                  | 56,96   | 56,68   | 56,60   | 56,72   | 3:46,96 |
| 9     | GER  | Deutschland 2: Thomas Florschütz, Kevin Kuske      | 56,63   | 56,89   | 56,77   | 56,71   | 3:47,00 |
|       |      |                                                    |         |         |         |         |         |
| 13    | GER  | Deutschland 3: Maximilian Arndt, Alexander Rödiger | 56,98   | 56,92   | 57,22   | 57,08   | 3:48,20 |

1. und 2. Lauf: 16. Februar 2014, 17:15 Uhr 
 3. und 4. Lauf: 17. Februar 2014, 15:30 Uhr
30 Bobs aus 20 Ländern, davon 27 in der Wertung.
Das Internationale Olympische Komitee entzog dem russischen Team mit Alexander Subkow und Alexei Wojewoda am 24. November 2017 wegen Dopingvergehen die Goldmedaille. Dem viertplatzierten russischen Bob mit Alexander Kasjanow und Maxim Belugin wurde aus demselben Grund die Bronzemedaille aberkannt. Am 26. März 2019 vergab das IOC die Medaillen an die dahinterliegenden Teams.

### Viererbob
| Platz | Land | Sportler                                                                            | 1. Lauf | 2. Lauf | 3. Lauf | 4. Lauf | Gesamt  |
| ----- | ---- | ----------------------------------------------------------------------------------- | ------- | ------- | ------- | ------- | ------- |
| 1     | LAT  | Lettland 1: Oskars Melbārdis, Arvis Vilkaste, Daumants Dreiškens, Jānis Strenga     | 55,10   | 55,13   | 55,15   | 55,31   | 3:40,69 |
| 2     | USA  | USA 1: Steven Holcomb, Steven Langton, Christopher Fogt, Curtis Tomasevicz          | 54,89   | 55,47   | 55,30   | 55,33   | 3:40,99 |
| 3     | GBR  | Großbritannien 1: John Jackson, Bruce Tasker, Stuart Benson, Joel Fearon            | 55,26   | 55,27   | 55,31   | 55,26   | 3:41,10 |
| 4     | GER  | Deutschland 1: Maximilian Arndt, Alexander Rödiger, Marko Hübenbecker, Martin Putze | 54,88   | 55,47   | 55,47   | 55,60   | 3:41,42 |
| 5     | GER  | Deutschland 3: Thomas Florschütz, Kevin Kuske, Joshua Bluhm, Christian Poser        | 55,06   | 55,42   | 55,47   | 55,53   | 3:41,51 |
| 6     | SUI  | Schweiz 1: Beat Hefti, Jürg Egger, Alex Baumann, Thomas Lamparter                   | 55,21   | 55,34   | 55,60   | 55,60   | 3:41,75 |
| 7     | CAN  | Kanada 2: Lyndon Rush, David Bissett, Lascelles Brown, Neville Wright               | 55,35   | 55,43   | 55,60   | 55,38   | 3:41,76 |
| 8     | GER  | Deutschland 2: Francesco Friedrich, Gregor Bermbach, Jannis Bäcker, Thorsten Margis | 55,15   | 55,43   | 55,81   | 55,41   | 3:41,80 |
|       |      |                                                                                     |         |         |         |         |         |
| 19    | AUT  | Österreich 1: Benjamin Maier, Markus Sammer, Stefan Withalm, Angel Somov            | 56,25   | 56,11   | 56,27   | –       | 2:48,63 |

1. und 2. Lauf: 22. Februar 2014, 17:30 Uhr 

3. und 4. Lauf: 23. Februar 2014, 10:30 Uhr
30 Bobs aus 19 Ländern, davon 27 in der Wertung.
Das Internationale Olympische Komitee entzog dem Bobteam Russland 1 mit Alexander Subkow, Dmitri Trunenkow, Alexei Negodailo und Alexei Wojewoda am 24. November 2017 wegen Dopingvergehen die Goldmedaille. Auch der viertplatzierte Bob Russland 2 (Alexander Kasjanow, Maxim Belugin, Ilwir Chusin, Alexei Puschkarjow) wurde disqualifiziert. Am 26. März 2019 vergab das IOC die Medaillen an die dahinterliegenden Teams.

## Ergebnisse Frauen

### Zweierbob
| Platz | Land | Sportlerinnen                                            | 1. Lauf | 2. Lauf | 3. Lauf | 4. Lauf | Gesamt  |
| ----- | ---- | -------------------------------------------------------- | ------- | ------- | ------- | ------- | ------- |
| 1     | CAN  | Kanada 1: Kaillie Humphries, Heather Moyse               | 57,39   | 57,73   | 57,57   | 57,92   | 3:50,61 |
| 2     | USA  | USA 1: Elana Meyers, Lauryn Williams                     | 57,26   | 57,63   | 57,69   | 58,13   | 3:50,71 |
| 3     | USA  | USA 2: Jamie Greubel, Aja Evans                          | 57,45   | 58,00   | 58,00   | 58,16   | 3:51,61 |
| 4     | NED  | Niederlande 1: Esmé Kamphuis, Judith Vis                 | 57,94   | 58,10   | 58,20   | 58,03   | 3:52,27 |
| 5     | GER  | Deutschland 1: Sandra Kiriasis, Franziska Fritz          | 57,95   | 58,08   | 58,06   | 58,20   | 3:52,29 |
| 6     | BEL  | Belgien 1: Elfje Willemsen, Hanna Mariën                 | 57,92   | 58,02   | 58,33   | 58,30   | 3:52,57 |
| 7     | GER  | Deutschland 2: Cathleen Martini, Christin Senkel         | 57,99   | 58,42   | 58,17   | 58,13   | 3:52,71 |
| 8     | SUI  | Schweiz 1: Fabienne Meyer, Tanja Mayer                   | 58,18   | 58,34   | 58,29   | 58,39   | 3:53,20 |
| 9     | RUS  | Russland 1: Olga Stulnewa, Ljudmila Udobkina             | 58,03   | 58,24   | 58,45   | 58,74   | 3:53,46 |
| 10    | GER  | Deutschland 3: Anja Schneiderheinze, Stephanie Schneider | 58,17   | 58,30   | 58,53   | 58,74   | 3:53,74 |
|       |      |                                                          |         |         |         |         |         |
| 15    | AUT  | Österreich 1: Christina Hengster, Viola Kleiser          | 58,59   | 58,56   | 58,73   | 58,91   | 3:54,79 |

1. und 2. Lauf: 18. Februar 2014, 16:15 Uhr 

3. und 4. Lauf: 19. Februar 2014, 17:15 Uhr
19 Bobs aus 13 Ländern, alle in der Wertung.